# Беглуці (Грачаць)
Беглуці (хорв. Begluci) — населений пункт у Хорватії, у Задарській жупанії у складі громади Грачаць.

## Населення
Населення за даними перепису 2011 року становило 61 осіб.
Динаміка чисельності населення поселення:

## Клімат
Середня річна температура становить 9,84 °C, середня максимальна – 24,37 °C, а середня мінімальна – -7,38 °C. Середня річна кількість опадів – 1130 мм.
| Клімат поселення                              | Клімат поселення | Клімат поселення | Клімат поселення | Клімат поселення | Клімат поселення | Клімат поселення | Клімат поселення | Клімат поселення | Клімат поселення | Клімат поселення | Клімат поселення | Клімат поселення | Клімат поселення |
| Показник                                      | Січ.             | Лют.             | Бер.             | Квіт.            | Трав.            | Черв.            | Лип.             | Серп.            | Вер.             | Жовт.            | Лист.            | Груд.            |                  |
| Середній максимум, °C                         | 6,96             | 8,80             | 12,74            | 16,80            | 21,19            | 24,37            | 24,25            | 23,84            | 20,05            | 15,72            | 10,31            | 5,75             |                  |
| Середня температура, °C                       | −0,22            | 1,64             | 5,58             | 9,64             | 14,03            | 17,20            | 19,30            | 18,88            | 15,10            | 10,78            | 5,35             | 0,82             |                  |
| Середній мінімум, °C                          | −7,38            | −5,53            | −1,58            | 2,48             | 6,86             | 10,02            | 14,36            | 13,93            | 10,15            | 5,83             | 0,41             | −4,14            |                  |
| Норма опадів, мм                              | 82               | 81               | 87               | 97               | 88               | 87               | 71               | 77               | 105              | 116              | 132              | 107              |                  |
| Середньомісячна швидкість вітру, м/с          | 1.52             | 1.68             | 1.97             | 1.97             | 1.80             | 1.59             | 1.58             | 1.46             | 1.47             | 1.53             | 1.67             | 1.68             |                  |
| Середньомісячна сонячна радіація, кДж/м²·день | 4760             | 7468             | 11131            | 15675            | 19613            | 21974            | 23516            | 20521            | 15148            | 9708             | 5266             | 3998             |                  |
| --------------------------------------------- | ---------------- | ---------------- | ---------------- | ---------------- | ---------------- | ---------------- | ---------------- | ---------------- | ---------------- | ---------------- | ---------------- | ---------------- | ---------------- |
| Джерело:                                      |                  |                  |                  |                  |                  |                  |                  |                  |                  |                  |                  |                  |                  |